# Mikael Pedersen

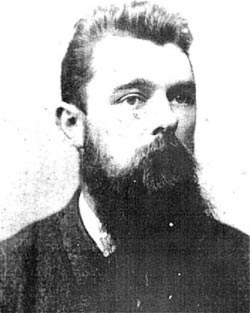
Mikael Pedersen

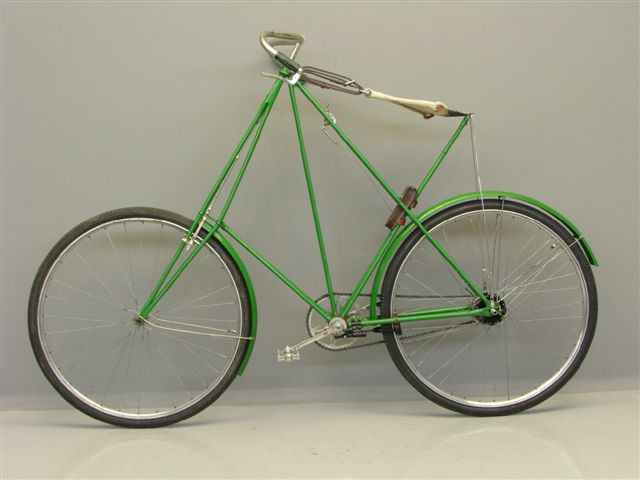
Dursley Pedersen uit omstreeks 1910

Mikael Pedersen (Fløng, 25 oktober 1855 - Bispebjerg, Kopenhagen, 22 oktober 1929) was een Deense uitvinder. 
Hij is het meest bekend door de uitvinding van een fiets met een afwijkende framebouw die in de Engelse plaats Dursley werd geproduceerd en daardoor ook de naam "Dursley-Pedersen" kreeg.  Voor het Zweedse leger ontwierp hij een vouwfiets.
De gehele constructie van de Dursley Pedersen wordt gespannen door twee ijzeren kabeltjes die van het zadel naar de as van het achterwiel lopen. Het zadel zweeft op een gespannen band die naar het balhoofd/stuur loopt.
Mikael Pedersen was in zijn geboorteland Denemarken vrijwel onbekend en vergeten, maar in het Verenigd Koninkrijk was hij een bekendheid, vooral in zijn woonplaats Dursley en bij de enthousiaste gebruikers van zijn bijzondere fietsen. 

## Uitvindingen
Pedersen vond een verbeterde dorsmachine uit, een transmissiesysteem voor door paarden aangedreven molens en een remsysteem voor wagens. Hij was ook muzikaal, en hoewel zijn beroep officieel smid was, stond hij in 1890 ingeschreven als musicus. Hij was betrokken bij de ontwikkeling van een centrifuge voor het karnen en scheiden van room en boter uit melk. Deze separator werd in 1878 gepatenteerd. Pedersens  betrokkenheid werd niet vermeld, wat hem ergerde. Hij bleef de machine verbeteren en verdiende veel geld met zijn uitvindingen en patenten. Zijn verbeterde centrifuge was aan het begin van de 21e eeuw nog steeds in gebruik. De patentrechten werden gekocht door Koefoed & Hauberg in Kopenhagen. Zij sloten een exportcontract met R.A. Lister and Co. in Dursley (Gloucestershire). 

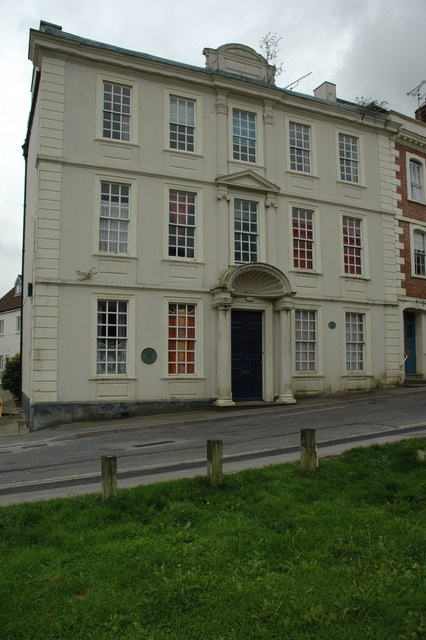
Het huis in Dursley waar Pedersen van 1897 tot 1918 woonde

## Leven in Engeland
Robert Ashton Lister stelde voor dat Pedersen naar Engeland zou komen om de assemblage met onderdelen uit Denemarken op poten te zetten. Pedersen ging akkoord. Hij nam zijn maîtresse Dagmar mee naar Dursley (hij was inmiddels gescheiden van zijn vrouw Laura). De separator was bijzonder succesvol en Pedersen werd een rijk man. Hij huurde het grootste huis in Dursley en werd een prominente verschijning in de society van de stad. Hij richtte een koor op en nam deel aan concerten. Ook richtte hij een aantal sociale- en sportverenigingen op. Tijdens een bezoek aan zijn broer Hans Mathias in Denemarken werd Mikael Pedersen verliefd op een 29 jaar jonger meisje, Ingeborg. Hij naam haar in 1907 mee naar Dursley en in 1908 baarde zij een zoon die Palnatok genoemd werd. Ze kregen ook een dochter die als 2-jarige overleed en nog twee zoons, Vaughan en Svend. 
Pedersen begon met de productie van zijn bijzondere fiets, die slechts weinig mensen beviel, hoewel er ook echte enthousiastelingen voor bestonden. Helaas miste Pedersen het gevoel voor zakendoen en hij kon makkelijk bedrogen worden. Hij verliet Dursley onaangekondigd toen hij ongeveer 60 jaar oud was, waarbij hij zijn familie achterliet. Ingeborg vertrok terug naar Denemarken, waar ze trouwde met Jens Kristoffer Jensen, die de kinderen adopteerde. 
Een vriend vond Pedersen in Londen, waar hij lucifers verkocht. Deze vriend betaalde in 1920 Pedersen's overtocht naar Denemarken, waar hij in 1929, arm en onbekend, overleed. Hij werd in een anoniem graf in Bispebjerg, een stadsdeel van Kopenhagen, begraven.

## Herbegrafenis
In 1995 begonnen enthousiasten voor de Dursley-Pedersen fietsen fondsen te werven om het lichaam van Mikael Pedersen terug te brengen naar Dursley en het daar te herbegraven. Die werd nog in hetzelfde jaar bereikt. De dienst werd door meer dan 300 mensen bijgewoond, waaronder de Bisschop van Gloucester, vertegenwoordigers van de Deense ambassade en de kleinkinderen van Pedersen. Er werd ook gedenkteken voor Pedersen opgericht. 